# José Guillén
José Manuel Guillén (nacido el 17 de mayo de 1976 en San Cristóbal) es un jardinero derecho dominicano que jugó en la Liga Mayor de Béisbol. Un típico jugador inestable, los Gigantes fue el décimo equipo en el que Guillén militó desde su debut en las Grandes Ligas en 1997.

## Carrera

### Pittsburgh Pirates
Guillén fue firmado por los Piratas de Pittsburgh como amateur el 19 de agosto de 1993. Hizo su debut en Grandes Ligas el 1 de abril de 1997. José ganó mucha atención en un juego de los Piratas frente a los Rockies de Colorado en el Coors Field. Con dos outs y un hombre en segunda base, fildeó una bola desde el jardín derecho y la tiró a la tercera base, sin rebotar, la pelota llegó para hacerle out al corredor. Este fue llamado uno de los más grande lanzamiento  en la historia del béisbol.

### Tampa Bay Devil Rays
El 23 de julio de 1999, Guillén fue cambiado junto con Jeff Sparks a los Tampa Bay Devil Rays para Joe Oliver y Humberto Cota. El 27 de noviembre de 2001, después de dos temporadas plagadas de lesiones con los Devil Rays, el equipo lo dejó en libertad.

### Arizona Diamondbacks
El 18 de diciembre de 2001, Guillén firmó con los Diamondbacks de Arizona. Jugó en solo 54 juegos con los Diamondbacks antes de ser liberado el 22 de julio de 2002.

### Colorado Rockies
Guillén fue firmado por los Rockies de Colorado el 29 de julio de 2002, pero fue liberado tres días más tarde el 1 de agosto, sin jugar en ningún juego.

### Cincinnati Reds
El 20 de agosto de 2002, Guillén firmó con los Rojos de Cincinnati.

### Oakland Athletics
El 30 de julio de 2003, Guillén fue traspasado por los Rojos a los Atléticos de Oakland por Aaron Harang, Joe Valentine y Jeff Bruksch. Mientras estaba bateando jonrones en 2003, no estaba tomando bases por bolas. Es uno de los seis jugadores que han concluido una temporada con 30 jonrones con más jonrones que bases por bolas (31 HR, 29 BB), los  otros son Alfonso Soriano (39 HR, 23 BB en 2002), Garret Anderson (35 HR, 24 BB en 2000), Iván Rodríguez (35 HR, 24 BB en 1999), Joe Crede (30 HR, 28 BB en 2006), y Ryan Braun (34 HR, 24 BB en 2007). Después de la temporada 2003 se convirtió en agente libre.

### Los Angeles Angels of Anaheim
El 20 de diciembre de 2003, Guillén fue firmado por los Angelinos de Anaheim. En 2004, bateó .294 con 27 jonrones y 104 carreras impulsadas; pero fue suspendido las últimas dos semanas de la temporada regular y durante la postemporada por "conducta inapropiada" por expresar públicamente su descontento con el mánager de los Angelinos, Mike Scioscia, por lo que esté removió a Guillén por un corredor emergente en un partido crucial contra los Atléticos de Oakland.

### Washington Nationals
El 19 de noviembre de 2004 fue canjeado a los Nacionales de Washington por el campocorto venezolano Maicer Izturis y el jardinero Juan Rivera. El canje  envió a Guillén a su sexto equipo en tan solo cinco temporadas.
En 2005, Guillén inició la temporada con fuerza. En abril, bateó para .303 con seis jonrones y 14 carreras impulsadas. Los Nacionales estaban impresionados y el 29 de abril, ejercieron su opción para 2006.
El 14 de junio de 2005, los Nacionales iniciaron una serie de tres juegos contra los Angelinos, quienes estaban dirigidos aún por Mike Scioscia. Esto marcó el primer regreso de Guillén a Anaheim desde que fue canjeado. Al entrar en la serie, tanto Guillén como Scioscia mantuvieron una pública actitud civilizada, cada uno indicaron que el pasado había quedado atrás, y dijeron que no quedó resentimientos entre ellos. Sin embargo, las tensiones salieron a flote durante el segundo juego de la serie, al lanzador de los Angelinos Brendan Donnelly se le encontró sustancias ilegales en su guante.
Donnelly fue expulsado del juego, y Scioscia salió del dugout e intercambió palabras hostiles con el mánager de los Nacionales Frank Robinson, quien había instigado a pesquisar el guante de Donnelly. El enfrentamiento llevó a que las bancas de ambos equipos se vaciaran, ya que todos los jugadores salían al campo. Mientras era sujetado por sus compañeros de equipo, Guillén gritó palabras de enojo a los Angelinos, llevando a creera los jugadores de los Angelinos que su excompañero de equipo había sido el que le dijo a Robinson que examinara el guante de Donnelly. (Varias semanas después, Guillén reconocería que lo había hecho)
En la octava entrada del mismo juego, Guillén conectó un cuadrangular de dos carreras para empatar el juego, y los Nacionales ganaron. Tras el último partido de la serie, Guillén criticó a Scioscia y reconoció que a pesar de sus anteriores declaraciones, en realidad aún estaba dolido de lo sucedido al final de la temporada 2004.

"Yo no tengo realmente ningún respeto por Scioscia porque todavía estoy herido de lo que sucedió el año pasado. . . Mike Scioscia, para mí, es como un pedazo de basura. . . Él puede ir al infierno. . . Nunca me desprenderé de lo que sucedió el año pasado. Es algo que nunca voy a olvidar. Cada vez que me toque ese equipo, bajo la dirección de Mike Scioscia, siempre va a ser personal para mí."

Sin embargo, Guillén se mantuvo como un jugador crucial para los Nacionales de Washington. En 2005, bateó .283 con 24 jonrones y 76 carreras remolcadas.
En 2006, se vio involucrado en un incidente con Pedro Martínez. Martínez lo golpeó con un lanzamiento en dos ocasiones, la segunda vez Guillén embistió el montículo, y fue detenido por Paul Lo Duca y el umpire Ted Barrett. Guillén apareció en solo 69 juegos y bateó .216 con 9 jonrones y 40 carreras impulsadas. El 25 de julio de 2006, se le diagnosticó un desgarro del ligamento colateral cubital en el codo derecho, lo que requeriría cirugía de reemplazo de ligamento.

### Seattle Mariners
Antes de la temporada 2007, Guillén firmó con los Marineros de Seattle. Su swing, que es muy equilibrada y natural, hizo que lo colocaran en la alineación de los Marineros como el codiciado tercer bate en mayo de 2007. Guillén ayudó a los Marineros a regresar a la pelea de los playoffs en el 2007 después de varios años.
En 2007 se informó que en 2003 Guillén habría utilizado drogas para mejorar el rendimiento enviado directamente a él al Coliseo de Oakland.

### Kansas City Royals
El 4 de diciembre de 2007, Guillén firmó un contrato de 3 años y $36 millones de dólares con los Reales de Kansas City. Su firma trasladó a Mark Teahen al jardín izquierdo, y  Billy Butler a la primera base. Fue suspendido durante los primeros 15 días de la temporada  2008 el 6 de diciembre de 2007 solo horas después de pasar su examen físico. Su suspensión de 15 partidos fue revocada el 11 de abril de 2008; después de que la Asociación de Jugadores de Grandes Ligas y los propietarios de la MLB acordaran modificar el programa de pruebas de drogas actual. Como resultado del acuerdo, a todos los jugadores implicados en el Informe Mitchell se les dio la amnistía.
En un juego el 26 de agosto de 2008 en Kansas City contra los Rangers de Texas, Guillén estuvo envuelto en un enfrentamiento con un fanático en las gradas un poco más allá del dugout de los Reales por la línea de primera base. Hizo gestos vulgares y gritó groserías al fan quien presuntamente lo había abucheado por su falta de prisa. Sus coaches y compañeros de equipo tuvieron que detenerlo mientras corría furioso hacia el fanático. El fanático fue removido de su asiento.
El 21 de mayo de 2010, Guillén consiguió su hit número 1,500 en el Kauffman Stadium contra los Rockies de Colorado.
El 5 de agosto de 2010, Guillén fue designado para asignación.

### San Francisco Giants
El 13 de agosto de 2010, Guillén fue canjeado a los Gigantes de San Francisco por dinero en efectivo y un jugador a ser nombrado más tarde, el elegido resultó ser Kevin Pucetas. Guillén se quedó fuera del roster de los Gigantes en postemporada como resultado de una investigación en curso sobre el uso de drogas para mejorar el rendimiento.

## Posible regreso a Grandes Ligas
El 16 de febrero de 2012, Guillén expresó a ESPNdeportesLosAngeles.com su deseo de volver al béisbol de las Grandes Ligas, según sus declaraciones:

“No me falta dinero, gracias a Dios. Voy a intentar regresar, por  mi familia y porque he recuperado el amor por el juego”. “[Sin jugar] pasé un año aburrido y deprimido. Estaba desorganizado. Mi esposa y mis hijos quieren que vuelva y por eso haré el intento. Mi agente me dijo que ya hay clubes que estarían dispuestos a evaluarme”

Según la fuente, varios equipos estarían interesados en Guillén.

## Alegado uso de drogas para mejorar el rendimiento
Guillén fue vinculado al uso de drogas para mejorar el rendimiento en el Informe Mitchell. Fue suspendido por quince juegos en el 2007, pero al igual que todos los jugadores mencionados en el Informe Mitchell, recibió la amnistía. En 2009, reconoció que había trabajado "durante muchos años" con Angel Presinal, un entrenador personal estrechamente vinculado a las drogas para mejorar el rendimiento y que actualmente está prohibido en los clubes de las Grandes Ligas. Sin embargo, Guillén dice que no ha trabajado con Presinal desde 2004, aunque siguen siendo amigos, y él sigue afirmando que él nunca ha usado o le han ofrecido drogas para mejorar el rendimiento.
En 2010, la MLB comenzó una investigación sobre los envíos de hormona de crecimiento recibidos por Guillén, y mandaron a los Gigantes a mantener a Guillén fuera de su roster de postemporada. El 14 de noviembre, se reveló que la DEA interceptó un paquete de cincuenta jeringas de hormonas de crecimiento siendo enviados a la casa de Guillén.

## Remoción de uña encarnada
El 19 de febrero de 2009, el periódico The Kansas City Star informó que Guillén se removió el mismo una uña encarnada, sin el conocimiento de los directivos del club.

"El doctor me vio (miércoles) ", dijo Guillén," y  me dijo vamos a ver cómo se siente en la mañana. Si  no fuera mejor, él quería someterme a una operación. Pensé, 'Whoaaa. '... Así que fui por mi cuenta (miércoles) a la farmacia, tiene pinzas para uñas, llegué a casa y me la saque yo mismo. Déjame decirte, lloré. Fue una hora difícil. Pero la saqué... Llegué allá y hurgué hasta que al final me deshice de ella. Entonces conté uno, dos, tres y tiré de una vez... ¡Oh, Dios mío. Salió, pero las lágrimas corrían por mis mejillas."

El "daño" se había mencionado en un artículo de Yahoo! News como una de los más extrañas lesiones de spring training.